# 甲府連隊区

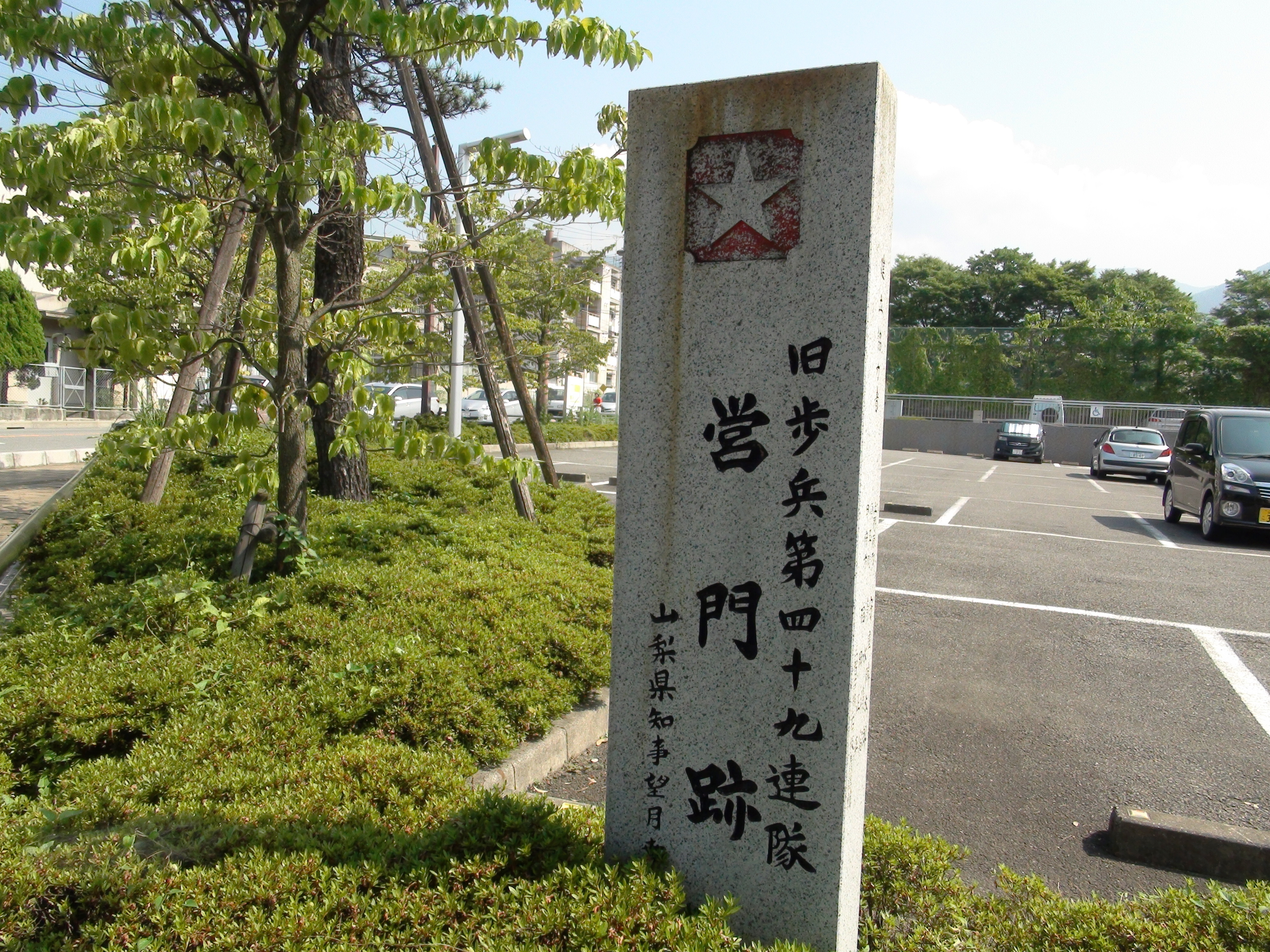
甲府市の歩兵第49連隊営所跡碑

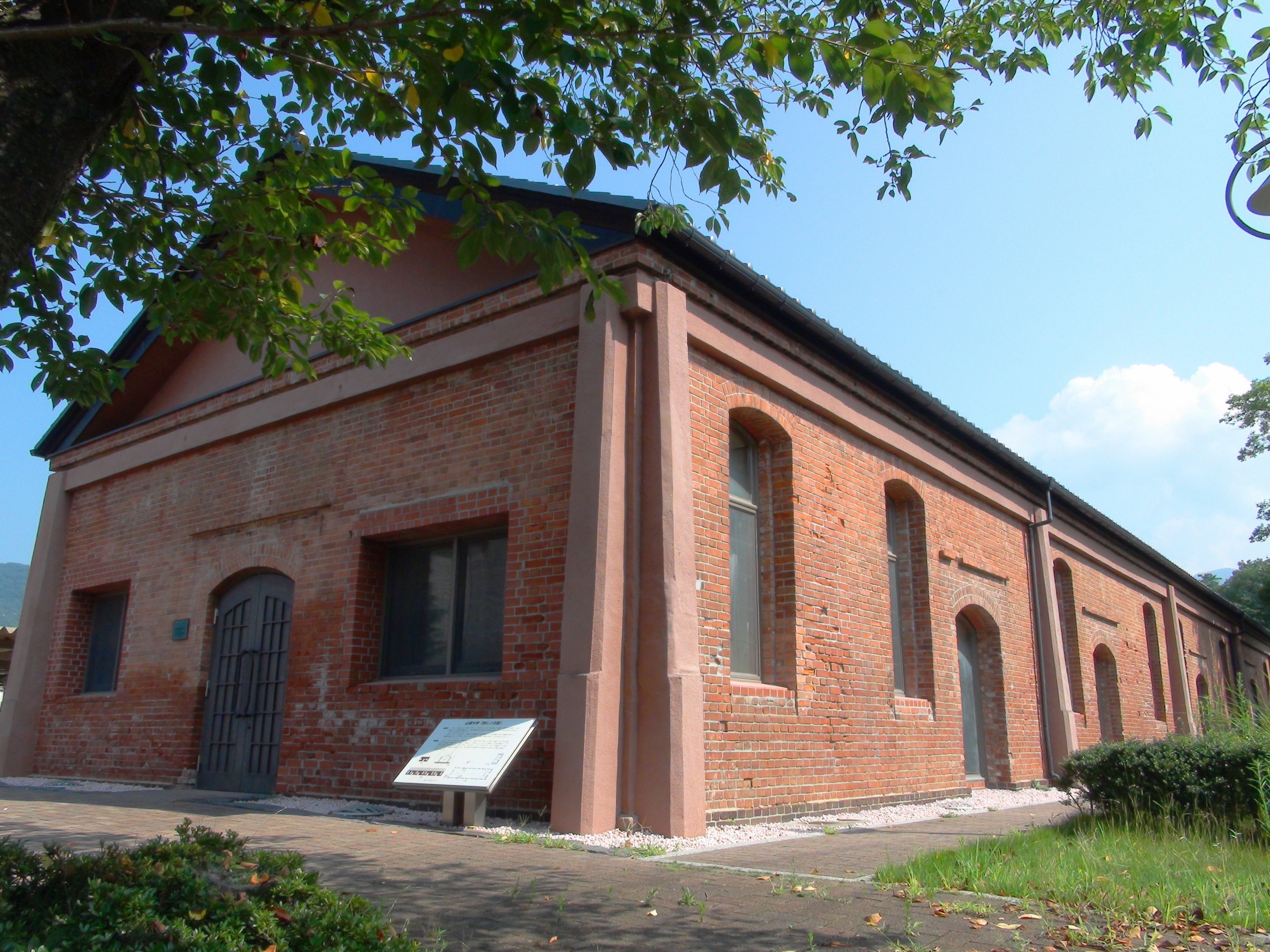
旧糧秣庫赤レンガ倉庫、現山梨大学キャンパス内（登録有形文化財）

甲府連隊区（こうふれんたいく）は、大日本帝国陸軍の連隊区の一つ。前身は横浜大隊区である。初めは山梨県の全部と神奈川県の一部を管轄区域として徴兵・召集等兵事事務を担任し、名称を横浜連隊区としていたが、後に甲府連隊区と名称を変え最終的には山梨県のみが管轄となる。1945年（昭和20年）に設けられた甲府地区司令部は同域の防衛を担当した部署で、甲府連隊区司令部要員が双方を兼務した。戦後に執筆された書籍でも旧表記である"聯"の字を用いて甲府聯隊区と表記している例が多い。

## 沿革
1888年（明治21年）5月14日、大隊区司令部条例（明治21年勅令第29号）により横浜大隊区が設置され、管轄区域は、陸軍管区表（明治21年5月14日勅令第32号）により山梨県全域と神奈川県の一部と定められ、第1師管第1旅管に属した。
1896年（明治29年）4月1日、本郷大隊区は、連隊区司令部条例（明治29年勅令第56号）によって横浜連隊区に改組された。陸軍管区表（明治29年3月16日勅令第24号）により定められた管轄区域は山梨県全域と神奈川県の大部分で、第1師管に属した。神奈川県の残りの区域即ち橘樹郡・都筑郡の二郡は麻布連隊区の管轄となった。1903年（明治36年）2月14日、再び師管と連隊区の間に旅管が設けられ横浜連隊区は第1師管第1旅管に移る。
日本陸軍の内地19個師団体制に対応するため陸軍管区表が改正（明治40年9月17日軍令陸第3号）され、1907年（明治40年）10月1日、横浜連隊区は甲府連隊区と名称を変えた。管轄区域は山梨県全県と神奈川県域の大部分に加え、神奈川県三浦郡横須賀町が豊島町を編入し横須賀市となり、改めて甲府連隊区管内に加えられる。
1925年（大正14年）4月6日、日本陸軍の第三次軍備整理に伴い陸軍管区表が改正（大正14年軍令陸第2号）され、同年5月1日、旅管は廃され引き続き第1師管の所属となった。また、管轄区域は山梨県全県と神奈川県全県となった。
1940年（昭和15年）8月1日、それまで師団番号による師管名であったのを地名による東京師管と改め、甲府連隊区はそれに属した。また、師管の上に軍管区が設けられた。甲府連隊区の属する東京師管は東部軍管区に属した。
1941年（昭和16年）4月1日、甲府連隊区から神奈川県の区域が分離し新たに横浜連隊区が設けられた。1945年には作戦と軍政の分離が進められ、軍管区・師管区に司令部が設けられたのに伴い、同年3月24日、連隊区の同域に地区司令部が設けられた。地区司令部の司令官以下要員は連隊区司令部人員の兼任である。同年4月1日、東京師管は東京師管区と改称された。

## 管轄区域の変遷
1888年5月14日、陸軍管区表（明治21年勅令第32号）が制定され、横浜大隊区の管轄区域が次のとおり定められた。
- 山梨県

全県
- 神奈川県

横浜区・久良岐郡・鎌倉郡・三浦郡・大住郡・淘綾郡・高座郡・愛甲郡・津久井郡・足柄上郡・足柄下郡
1896年4月1日、横浜連隊区へ改組され、管轄の横浜区を横浜市に変更した。同年12月、郡制施行による郡の統廃合により陸軍管区表が改正（明治29年12月4日勅令第381号）され、1897年（明治30年） 4月1日に神奈川県大住郡・淘綾郡を中郡に変更した。この時点での管轄区域は次のとおり。
- 山梨県

全県
- 神奈川県

横浜市・久良岐郡・鎌倉郡・三浦郡・中郡・高座郡・愛甲郡・津久井郡・足柄上郡・足柄下郡
1907年10月1日、横浜連隊区は甲府連隊区と名称を変え、管轄区域に神奈川県横須賀市を加えた。1920年（大正9年）8月10日、神奈川県足柄上郡・足柄下郡を静岡連隊区へ移管した。
1925年5月1日、麻布連隊区から神奈川県橘樹郡・都筑郡を、静岡連隊区から神奈川県足柄上郡・足柄下郡を編入し、山梨県全域と神奈川県全域が管区となった。
1941年4月1日、管轄の神奈川県全域が横浜連隊区として独立し、山梨県全域を管轄とした。その後、廃止となるまで変更はなかった。

## 司令官
横浜大隊区
- （心得）根岸栄 歩兵大尉：1888年5月14日 - 1895年6月8日[12]

横浜連隊区（第一次）
- 小野崎静通 歩兵少佐：不詳 - 1896年4月8日[13]
- 太田貞固 歩兵中佐：1896年4月8日[13] - 不詳
- 志道保勝 歩兵少佐：不詳 - 1897年10月11日
- 北川柳造 砲兵少佐：1897年10月11日 - 1898年10月1日
- 高山信明 砲兵中佐：1898年10月1日 - 1902年12月19日
- 渡辺鉄太郎 砲兵中佐：1902年12月19日 -
- 浅羽橙二 歩兵少佐：1906年3月6日 - 11月24日
- 牛尾敬二 歩兵少佐：1906年11月24日 - 1907年10月3日

甲府連隊区
- 牛尾敬二 歩兵少佐：1907年10月3日 - 1909年2月24日
- 鶴見虎太 歩兵中佐：1909年2月24日 - 1910年7月14日
- 石関毅 歩兵少佐：1910年7月14日 - 1913年1月15日
- 石浦謙二郎 歩兵中佐：1913年1月15日 - 1915年8月10日
- 岩田恒 歩兵中佐：1915年8月10日 -
- 榎秀岳 歩兵大佐：不詳 - 1922年8月15日[14]
- 近藤至誠 歩兵大佐：1922年8月15日[14] - 1923年8月6日[15]
- 三宅廉士 歩兵大佐：1923年8月6日[15] -
- 大内幸二 歩兵大佐：不詳 - 1932年8月8日[16]
- 手塚省三 歩兵大佐：1932年8月8日[16] -
- 春見京平 歩兵大佐：1934年8月1日 - 1936年3月7日[17]
- 中代豊治郎 歩兵大佐：1938年3月1日[18] -
- 万城目武雄 大佐：1939年8月1日 -
- 樋口清登 大佐：1941年1月25日 -
- 後藤十郎 予備役少将：1945年3月9日 - 終戦（3月31日から地区司令官を兼ねる[19]。）